# Gare d'Amino
La gare d'Amino (網野駅, Amino-eki) est une gare ferroviaire localisée dans la ville de Kyōtango, dans la préfecture de Kyoto, au Japon. La gare est exploitée par la compagnie Kyoto Tango Railway, sur la ligne  Miyazu.

## Disposition des quais
La gare d'Amino est une gare disposant de deux quais et de trois voies
| N° de voie | Ligne        | Direction |
| ---------- | ------------ | --------- |
| 1          | ▆ KTR Miyazu | Miyazu    |
| 2          | ▆ KTR Miyazu | Toyooka   |
| 3          | ▆ KTR Miyazu | Miyazu    |

## Gares/Stations adjacentes
| Kyoto Tango Railway       |              |               |              |                  |
| Direction Toyooka         | Ligne Miyazu | Ligne Miyazu  | Ligne Miyazu | Direction Miyazu |
| Yūhigaura-Kitsu-Onsen T21 |              | Rapid Service |              | Mineyama T19     |
| Yūhigaura-Kitsu-Onsen T21 |              | Local         |              | Mineyama T19     |

- Les Limited Express Hashidate et Tango Relay s'arrêtent à cette gare

| Limited Express |  |             |  |                       |
| Mineyama        |  | Hashidate   |  | Yūhigaura-Kitsu-Onsen |
| Mineyama        |  | Tango Relay |  | Yūhigaura-Kitsu-Onsen |